# Чакъллъ
Чакъллъ (на турски: Çakıllı, стари названия Еренлер и Чакалондон) е белде - селище-център на община в Източна Тракия, Турция, вилает Лозенград.

## География
Градът се намира на турска магистрала , която свързва Истанбул с Лозенград. Разстояние до Визе е 11 km (6,8 mi) и Лозенград е 66 km (41 mi).

## История
Първите обитатели, които са оставили следи около Чакъллъ, са били траки. В Средновековието районът е част от Византийската и Османската империи. Османският пътешественик Евлия Челеби описва през XVII век, че в селото Чакъллъ живеят турци и гърци. След руско-турската война (1877-1878) турски бежанци от България също се установяват тук. Според статистиката на професор Любомир Милетич в 1913 година живеят 100 гърци семейства смесени с турци. Чакъллъ е обявен за град през 1969 г.